# エバスチン
エバスチン（Ebastine）はアルミラル社（英語版）が開発した抗ヒスタミン薬（ヒスタミンH1受容体拮抗薬）の一つである。日本では商品名としてエバステルなどで知られる。
血液脳関門をほとんど通過しないので、末梢組織でH1受容体を阻害する濃度で中枢神経系の副作用（鎮静、傾眠等）を起こす事が少ない。
水溶性が低いので、微粒子化技術が応用されることが多い。

## 効能・効果
日本では下記の疾患に使用できる。
- 蕁麻疹
- 湿疹・皮膚炎、痒疹、皮膚瘙痒症
- アレルギー性鼻炎

エバスチンは第二世代のH1受容体阻害薬である。日本では5mg錠と10mg錠、ならびにOD錠（口腔内崩壊錠；5mg、10mg）が販売されている。海外では10mg錠、20mg錠、速崩錠、小児用シロップが入手できる。

## 薬物動態
経口投与後、肝臓の酵素CYP3A4で初回通過効果を受けて活性代謝物（カルボン酸体であるカレバスチン）となる。この変換はほぼ100%である。

カレバスチンの構造式

## 有効性
40以上の臨床試験の8,000名以上の患者のデータから、間欠性アレルギー性鼻炎、持続性アレルギー性鼻炎、その他の効能・効果での有効性が示されている。

## 副作用
重大な副作用として添付文書に記載されているものは、 ショック、アナフィラキシー様症状、肝機能障害、黄疸である。
エバスチンは認知機能・精神運動性に影響を与えず、鎮静効果も偽薬を超えない。またQT延長症候群を引き起こす事がない。有害事象の発現率は偽薬と同程度で良好な安全性を有しているとされる。
動物での試験の結果では胎児への影響を示さず、ヒトでの報告例もない。乳汁中に移行するか否かは知られていない。

## 一般用医薬品
2014年1月20日、興和からエバステルALが発売された。処方箋医薬品が一般用医薬品に転用（スイッチOTC）された例である。2018年1月5日に、要指導医薬品から第二類医薬品に変更された。
5mg錠のみの販売。就寝前に１日１回１錠の服用。